# Djotto
Djotto est un arrondissement du département du Couffo au Bénin.

## Géographie
Djotto est une division administrative sous la juridiction de la commune de Klouékanmè,.

## Démographie
Selon le recensement de la population effectué par l'Institut National de la Statistique Bénin en 2013, Djotto compte 22160 habitants pour une population masculine de 9825 contre 12335 de femmes pour un ménage de 4392.